# Juhargubacsatka
A juhargubacsatka (Aceria macrorhyncha) a pókszabásúak (Arachnida) osztályának bársonyatka-alakúak (Trombidiformes) rendjébe, ezen belül a gubacsatkafélék (Eriophyidae) családjába tartozó faj.

## Előfordulása
A juhargubacsatka minden olyan helyen megtalálható, ahol a juhar (Acer) fajok is előfordulnak. Az Egyesült Királyságban elterjedt és közönséges. Ebben az országban, főleg Leicestershire és Rutland környékén vannak nagyobb állományai.

## Megjelenése
Ez a gubacsatkafaj a juharlevél felső felületén vörös színű dudorokat, azaz gubacsokat növeszt. A gubacsot könnyebb észrevenni, mint magát az állatot.

## Életmódja
Az ízeltlábúval nyártól kezdve, egészen őszig találkozhatunk.

## Szaporodása
A legtöbb juhargubacsatka nőstény. A szaporodáshoz nem muszáj a hím jelenléte; azaz a petéket nem kell megtermékenyíteni ahhoz, hogy újabb juhargubacsatka-nemzedék jöjjön a világra.

## Képek

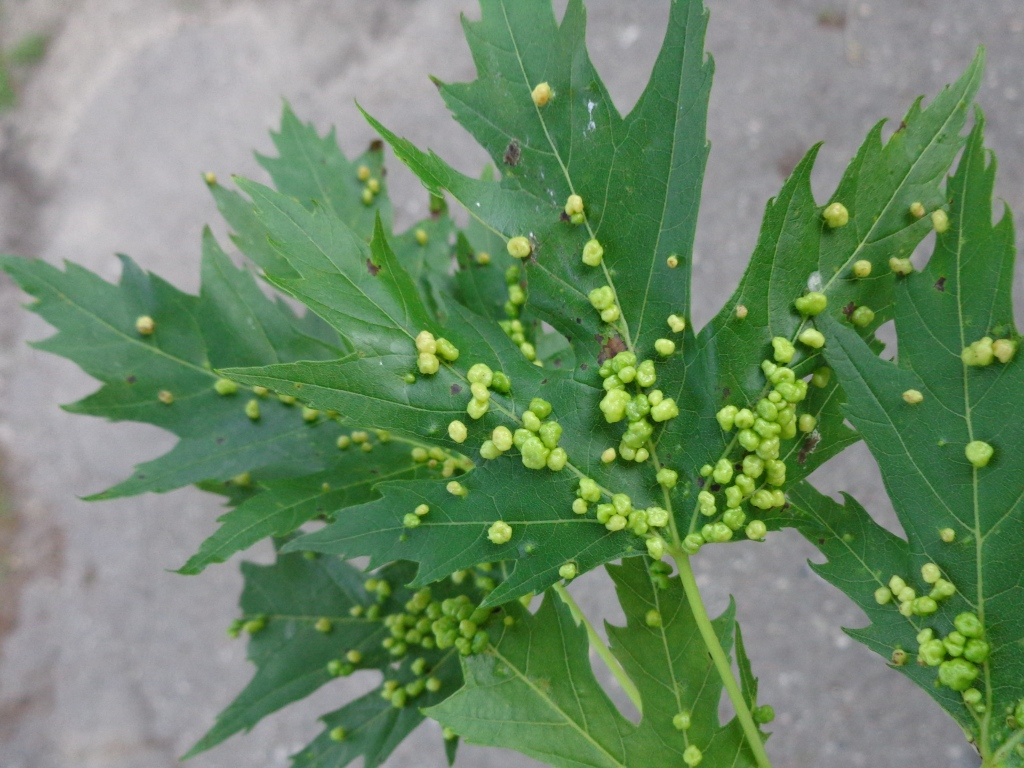
Lettországban
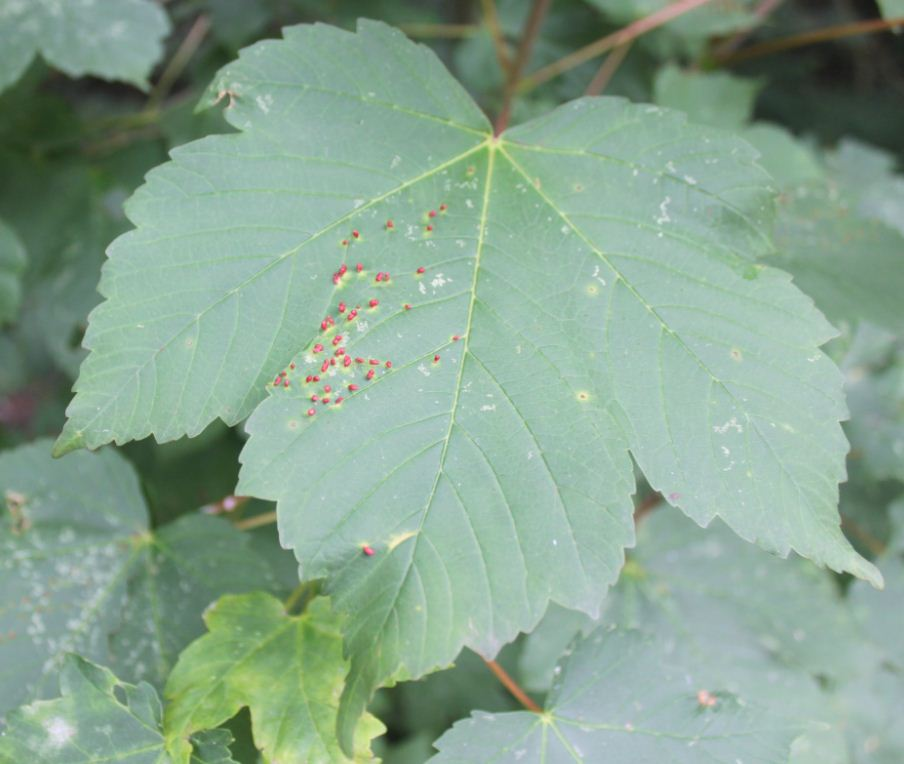
és Németországban